# 紫荆山街道
紫荆山街道，是中华人民共和国山東省烟台市蓬莱区下辖的一个乡镇级行政单位。

## 行政区划
紫荆山街道下辖以下地区：
武霖社区、西关社区、石岛社区、南天门社区、三里桥社区、万寿社区、司家庄社区、拦驾疃社区、秦家沟村、李庄村、宗家沟村、西沟村、史家沟村、张赵村、南秦村、北秦村和马家泊村。